# Parantica dannatti
Parantica dannatti är en fjärilsart som beskrevs av Talbot 1936. Parantica dannatti ingår i släktet Parantica och familjen praktfjärilar. IUCN kategoriserar arten globalt som sårbar. Inga underarter finns listade i Catalogue of Life.